# 무리

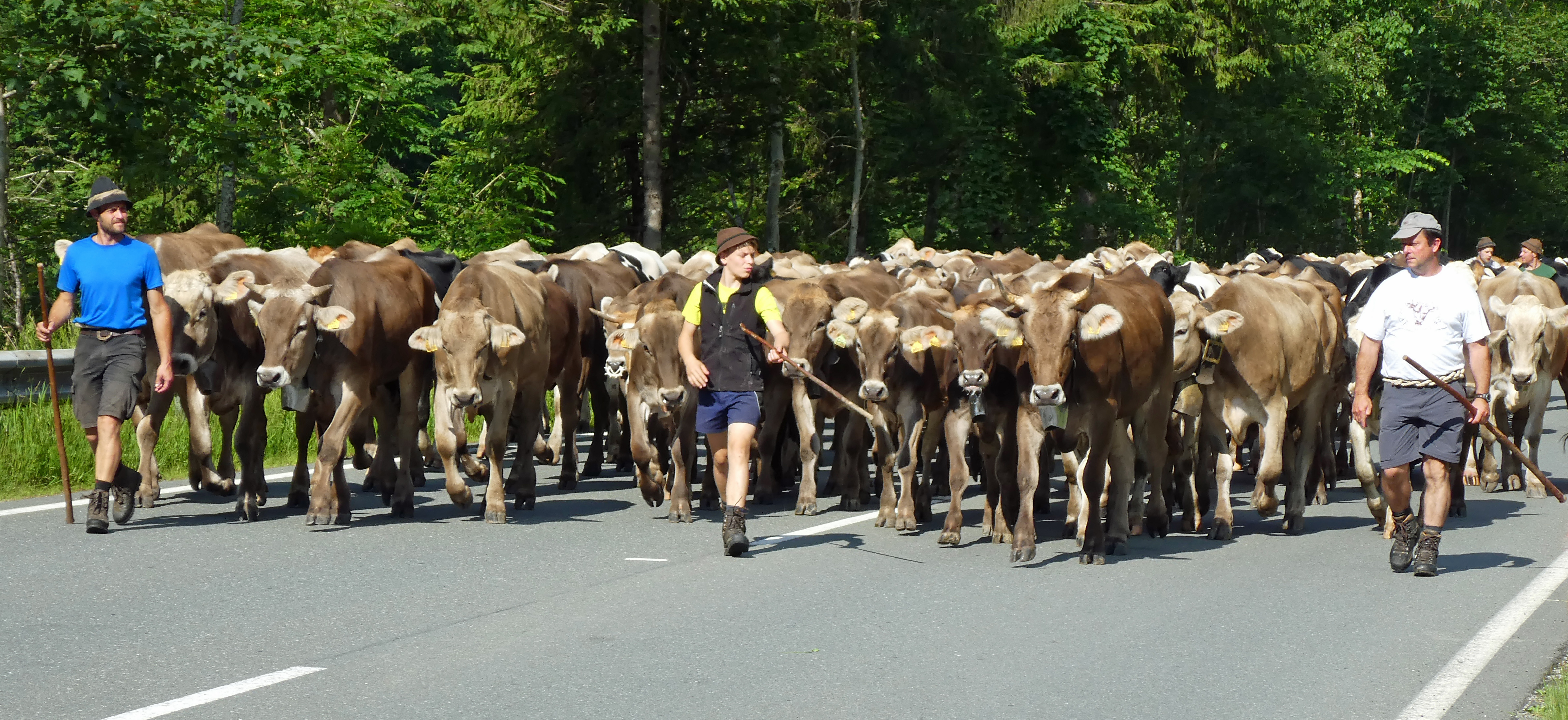

무리는 동물이 모여서 뭉친 한 동아리이다.
많은 동물은 군집하여 생활한다. 모든 동물은 개체 생활과 군집 생활을 하므로, 각각의 개체가 모이는 것은 동물의 본성이다. 또 외부 환경에 의해 수동적으로 모이는 일도 있고, 호적한 환경 밑에 모이는 일도 있다.
아프리카의 초원에서 아프리카 코끼리·얼룩말·영양 등이 무리를 이루는 것은 잘 알려져 있다. 또 아시아나 유럽에서는 북방의 순록(토나카이)이, 그보다 남방의 초원에서는 사이가가 무리를 이루어 생활하고 있다. 북아메리카에서도 북방의 칼리브(북아메리카의 순록)와 그보다 남부의 초원에 사는 바이슨(아메리카들소)이 무리를 이루고 생활한다. 바이슨은 일찍이 큰 무리를 이루어 생존하고 있었는데 19세기에 들어와 인간에 의하여 대학살을 당하여 20세기 초에는 전멸 상태였다. 그러나 그 후 보호되어 현재는 보호 구역에서 무리를 이루어 생활하고 있다.
이같은 고등 동물의 집단이 이동하면서 어느 지역 내를 유목하며 생활하는 것을 '무리'라고 한다. 이 무리는 정해진 경로로 이동을 하며 일반적으로 무리마다 경로가 다르기 때문에 그 무리를 이루는 종류의 동물은 분포 구역 내의 생활 공간을 유효하게 이용하는 셈이다.
같은 종류의 개체가 이루는 무리라 해도 말사슴이나 일본사슴처럼 교미기 이외에는 암컷과 새끼의 무리를 이루고, 수컷은 별도의 무리를 만들거나 따로따로 생활을 하기도 한다. 그러므로, 한쪽 성만의 무리도 있고, 멧돼지와 같이 암·수 양쪽 성의 개체와 연령이 다른 개체를 포함하는 무리도 있다. 시베리아 순록의 경우는 무리의 선두에 있는 개체는 성질이 거칠어 풀을 가장 빨리 먹어치우고 곧 휴식하며 바로 일어나 걷기 시작한다. 반면 맨 뒤에 따라가는 개체는 느림보로 먹는 시간도 오래 걸린다.
한편 늑대 등의 적으로부터 가장 피해를 적게 받는 것은 무리의 중앙에 있는 개체로, 이들은 먹이를 잘 먹는 것이 보통이다. 밭다람쥐와 타르바간 등의 설치류에서는 집단 중에서 위험을 알아차린 개체가 위험 신호로서 부르짖는 소리를 내면, 집단을 이루는 개체 모두가 땅 속의 집으로 들어가 숨어버린다. 이러한 공동방위는 집단을 이루는 조류에서도 볼 수 있다. 예를 들어 북극해의 노바야젬랴 섬에서 관찰한 바에 의하면 솜털오리가 둥지를 틀고 번식에 들어갈 때 개체수가 많을 경우에는 갈매기 등에게 알을 빼앗기는 일은 드문데, 개체수가 적으면 많은 둥지가 약탈당해 피해율이 22~26%에 달한다고 한다.
이와 같이 개체가 집단을 이루는 것은 종족 보존에 유리하다.

## 같이 보기
- 군락
- 군중
- 군체